# Hungarian International 1991
Die Hungarian International 1991 fanden vom 1. bis zum 3. November 1991 statt. Es war die 16. Auflage dieser internationalen Meisterschaften im Badminton von Ungarn.

## Sieger und Platzierte
| Disziplin    | Gold                        | Silber                    | Bronze                        |
| ------------ | --------------------------- | ------------------------- | ----------------------------- |
| Herreneinzel | Lee Yong-sun                | Hannes Fuchs              | Kim Young-gil                 |
| Herreneinzel | Lee Yong-sun                | Hannes Fuchs              | Vimal Kumar                   |
| Dameneinzel  | Park Soo-yun                | Ra Kyung-min              | Choi Ma-ree                   |
| Dameneinzel  | Park Soo-yun                | Ra Kyung-min              | Shin Jae-eun                  |
| Herrendoppel | Kim Young-gil Lee Dong-soo  | Ha Tae-kwon Hwang Sun-ho  | Lee Yong-sun Yoo Yong-sung    |
| Herrendoppel | Kim Young-gil Lee Dong-soo  | Ha Tae-kwon Hwang Sun-ho  | Harald Koch Jürgen Koch       |
| Damendoppel  | Park Soo-yun Kim Shin-young | Choi Ma-ree Ra Kyung-min  | Bożena Bąk Wioletta Sosnowska |
| Damendoppel  | Park Soo-yun Kim Shin-young | Choi Ma-ree Ra Kyung-min  | Neli Boteva Emilia Dimitrova  |
| Mixed        | Kim Young-gil Park Soo-yun  | Hwang Sun-ho Ra Kyung-min | Yoo Yong-sung Kim Shin-young  |
| Mixed        | Kim Young-gil Park Soo-yun  | Hwang Sun-ho Ra Kyung-min | Kai Abraham Sabine Ploner     |